# Andrônico Ducas Paleólogo
Andrônico Ducas Paleólogo (em grego: Ἀνδρόνικος Δούκας Παλαιολόγος; romaniz.: ANdrónikos Doúkas Palaiológos; ca. 1083/85 – ca. 1115/18) foi um aristocrata bizantino e governador de Salonica do começo do século XII.

## Vida

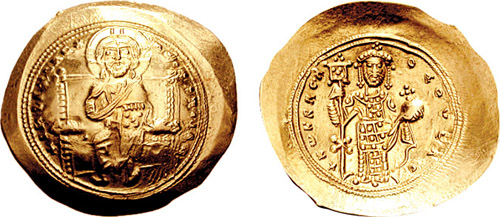
Histameno de r.

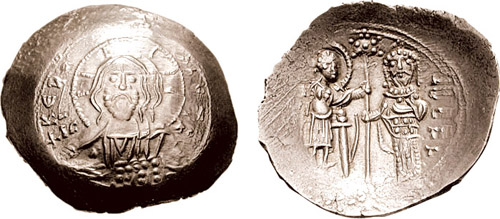
Histameno de r.

Nascido ca. 1083/85, Andrônico era filha do sebasto Jorge Paleólogo e sua esposa Ana Ducena. Seu pai era filho do primeiro membro conhecido da família Paleólogo que tornou-se um general distinto e um dos mais importantes apoiantes do imperador Aleixo I Comneno (r. 1081–1118), enquanto sua mãe era irmã da imperatriz consorte Irene Ducena. Andrônico foi batizado em homenagem a seu avô materno Andrônico Ducas, que segundo o costume bizantino provavelmente sugere que era o segundo filho nascido (seu irmão mais velho Nicéforo portou o nome do avô paterno); Andrônico também parece ter preferido o sobrenome Ducas de sua mãe, pois é assim como é referido nas fontes.
Como seu pai, portou a dignidade cortesã de sebasto, mas sua infância é obscura. P. Gautier sugeriu que ele é identificável com o logóteta do secreto Andrônico Ducas, ativo sob Aleixo I, possivelmente após 1109. A única informação definitiva sobre sua carreira é que serviu como governador de Salonica. O Timário, um diálogo satírico que se passa na cidade, aluga a ele sem nomeá-lo, enquanto um ato preservado no Mosteiro de Doquiário relata o "pansebasto sebasto Andrônico Ducas" servindo como "duque e pretor)" de Salonica em janeiro/fevereiro de 1112.
Andrônico morreu jovem de insuficiência cardíaca, precedendo seus pais. Sua morte é situada ca. 1115/18. Segundo D. Polemis, ele viveu mais tempo que sua esposa —  Polemis sugere que ela era uma filha da porfirogênita Zoé Ducena, filha mais nova de Constantino X Ducas e esposa de Adriano Comneno — e foi possivelmente o pai do grande heteriarca Jorge Paleólogo (que pode ter sido alternativamente seu irmão), mas J.-C. Cheynet e J.-F. Vannier acredita que ele não teve filhos. O poeta cortesão Nicolau Calicles escreveu um epitáfio e quatro outros poetas em sua honra, e seus pais foram mais tarde enterrados na mesmo tumba após a morte deles.